# 楚瓦什共和國國旗
楚瓦什共和国國旗的底色是黃色，國旗的底部是紅色，象徵大地。國旗中央有一樹狀花紋，代表生命之樹。生命之樹的上方有三個太陽。

## 历代国旗
- 楚瓦什苏维埃社会主义自治共和国（1926）
- 楚瓦什苏维埃社会主义自治共和国（1927-1931）
- 楚瓦什苏维埃社会主义自治共和国（1931-1933）
- 楚瓦什苏维埃社会主义自治共和国（1933-1937）
- 楚瓦什苏维埃社会主义自治共和国（1937-1940）
- 楚瓦什苏维埃社会主义自治共和国（1940-1978）
- 楚瓦什苏维埃社会主义自治共和国（1978-1991）
- 楚瓦什共和国（1991-）